# Triclisia
Triclisia là một chi thực vật thuộc họ Menispermaceae.

## Loài
Chi này có các loài sau (tuy nhiên danh sách này có thể chưa đủ):
- Triclisia angustifolia
- Triclisia calopicrosia
- Triclisia capitata
- Triclisia coriacea
- Triclisia dictyophylla
- Triclisia jumelliana
- Triclisia lanceolata
- Triclisia loucoubensis
- Triclisia louisii
- Triclisia macrocarpa
- Triclisia macrophylla
- Triclisia patens
- Triclisia riparia
- Triclisia saeleuxii
- Triclisia subcordata